# Goebeliellaceae
Goebeliella cornigera es la única especie de hepáticas del género monotípico Goebeliella y de la familia Goebeliellaceae. Es un endemismo de Nueva Zelanda.

## Taxonomía
Goebeliella cornigera fue descrita por (Mitt.) Stephani y publicado en Hedwigia 51: 62. 1911.
Sinonimia
- Frullania cornigera Mitt.